# Lista de parques estaduais da Geórgia (Estados Unidos)
Lista dos parques estaduais da Geórgia, Estados Unidos.
- A.H. Stephens Historic Park
- Amicalola Falls State Park
- Black Rock Mountain State Park
- Bobby Brown State Park
- Chief Vann House Historic Site
- Cloudland Canyon State Park
- Crooked River State Park
- Dahlonega Gold Museum Historic Site
- Elijah Clark State Park
- Etowah Indian Mounds Historic Site
- F.D. Roosevelt State Park
- Florence Marina State Park
- Fort King George Historic Site
- Fort McAllister Historic Park
- Fort Mountain State Park
- Fort Yargo State Park
- General Coffee State Park
- George L. Smith State Park
- George T. Bagby State Park
- Georgia Veterans State Park
- Gordonia-Alatamaha State Park
- Hamburg State Park
- Hard Labor Creek State Park
- Hart State Park
- High Falls State Park
- Hofwyl-Broadfield Plantation Historic Site
- Indian Springs State Park
- James H. "Sloppy" Floyd State Park
- Jarrell Plantation Historic Site
- Jefferson Davis Memorial Historic Site
- John Tanner State Park
- Kolomoki Mounds Historic Park
- Lapham-Patterson House Historic Site
- Laura S. Walker State Park
- Little Ocmulgee State Park
- Little White House Historic Site
- Magnolia Springs State Park
- Mistletoe State Park
- Moccasin Creek State Park
- New Echota Historic Site
- Panola Mountain State Park
- Pickett's Mill Battlefield Historic Site
- Providence Canyon State Park
- Red Top Mountain State Park
- Reed Bingham State Park
- Richard B. Russell State Park
- Robert Toombs House Historic Site
- Sapelo Island Reserve and Reynolds Mansion
- Seminole State Park
- Skidaway Island State Park
- Smithgall Woods Conservation Area
- Sprewell Bluff State Park
- Stephen C. Foster State Park
- Sweetwater Creek State Park
- Tallulah Gorge State Park
- Travelers Rest Historic Site
- Tugaloo State Park
- Unicoi State Park
- Victoria Bryant State Park
- Vogel State Park
- Watson Mill Bridge State Park
- Wormsloe Historic Site